# 黄市镇 (耒阳市)
黄市镇，是中华人民共和国湖南省衡陽市耒阳市下辖的一个乡镇级行政单位。

## 行政区划
黄市镇下辖以下地区：
黄市社区、大河社区、清水社区、上堡村、马坪村、黄市村、黄山村、严冲村、白沙村、麻塘村、株山村、大河村、大义村、阳塘村、清水村、民丰村、凉亭村、石市村、万清村和新源煤矿社区。